# Sebastian Brunner
Sebastian Brunner (Viena, 10 de diciembre de 1814 - Viena, 26 de diciembre de 1893) fue un clérigo, periodista y escritor austríaco católico y antisemita.

## Vida
Fue hijo de un fabricante acaudalado. Acudió al Schottengymnasium entre 1826 y 1832. Después comenzó a estudiar filosofía en el liceo de Krems an der Donau y, a partir de 1834, teología en la Universidad de Viena. El 25 de julio de 1838 recibió el sacramento del orden. Fue capellán en Neudorf bei Staatz y a partir de 1839 en Perchtoldsdorf. En 1842 se hizo cargo de la parroquia en Wienerherberg y en 1843 fue capellán en Altlerchenfeld. Allí conoció a varios eruditos famosos, como el predicador Johann Emanuel Veith; en un viaje a Múnich conoció a Joseph Görres.
En 1846, Klemens von Metternich le envió a Francia y Alemania. A partir de las observaciones que allí realizó compuso un informe donde predijo el estallido de la Revolución alemana de 1848-1849.
En 1845 se doctoró en teología y en 1848 fundó el periódico de carácter político y religioso Wiener Kirchenzeitung, que editó hasta 1865. Entre 1853 y 1857 fue predicador en una capilla universitaria en Viena.
Era miembro de la Orden del Santo Sepulcro de Jerusalén.

## Impronta y antisemitismo
Sus escritos se caracterizaban por un humor áspero que recordaba a Abraham a Sancta Clara, y no solo por su estilo popular, sino que también por su antijudaísmo cristiano. Para la historiadora Erika Weinzierl, Brunner fue una figura clave del antisemitismo católico.
Se le dedicó una calle en Lainz en 1888. En el año 2010 los verdes solicitaron que se añadiera en la calle una placa adicional que informara sobre el antisemitismo de Brunner. Su tumba se encuentra en el cementerio en Maria Enzersdorf, en el distrito de Mödling.

## Obra (selección)

### Novelas
- Des Genies Malheur und Glück (1843)
- Fremde und Heimat (1845)
- Die Prinzenschule zu Möpselglück (1847)
- Diogenes von Azzelbrunn (1853)

### Escritos
- Das deutsche Reichsvieh (1849)
- Keilschriften (1856)
- Woher? Wohin? (1855)
- Zwei Buschmänner. (Börne und Heine). Aktenmäßig geschildert (1891)

### Viajes
- Kennst du das Land? Heitere Fahrten durch Italien (1857)
- Aus dem Venediger- und Longobardenland (1860)
- Unter Lebendigen und Toten (1862)

### Obras históricas
- Klemens Maria Hofbauer und seine Zeit (1858)
- Die theologische Dienerschaft am Hof Josephs II (1868)
- Die Mysterien der Aufklärung in Österreich 1770-1800 (1869)
- Der Humor in der Diplomatie und Regierungskunde des 18. Jahrhunderts (1872)
- Joseph II. Charakteristik seines Lebens, seiner Regierung und seiner Kirchenreform (1874)
- Ein Benediktinerbuch. Geschichte etc. der Benediktinerstifter (1880)
- Ein Chorherrenbuch (1883)
- Hau- und Bausteine zu einer Litteraturgeschichte der Deutschen (1884)

### Historia del arte
- Die Kunstgenossen der Klosterzelle (1863)
- Heitere Studien und Kritiken in und über Italien (1866)

### Otros
- Correspondances intimes de l'empereur Joseph II avec son ami le comte de Cobenzl et son premier ministre le prince de Kaunitz (1871)
- Gesammelte Erzählungen und poetischen Schriften (1863-77)